# Калансія і Абд-ель-Курі
Калансія і Абд-ель-Курі (араб. مديرية قلنسية وعبد الكوري) — одна з двох мудірій мугафази Сокотра, Ємен.

## Географія

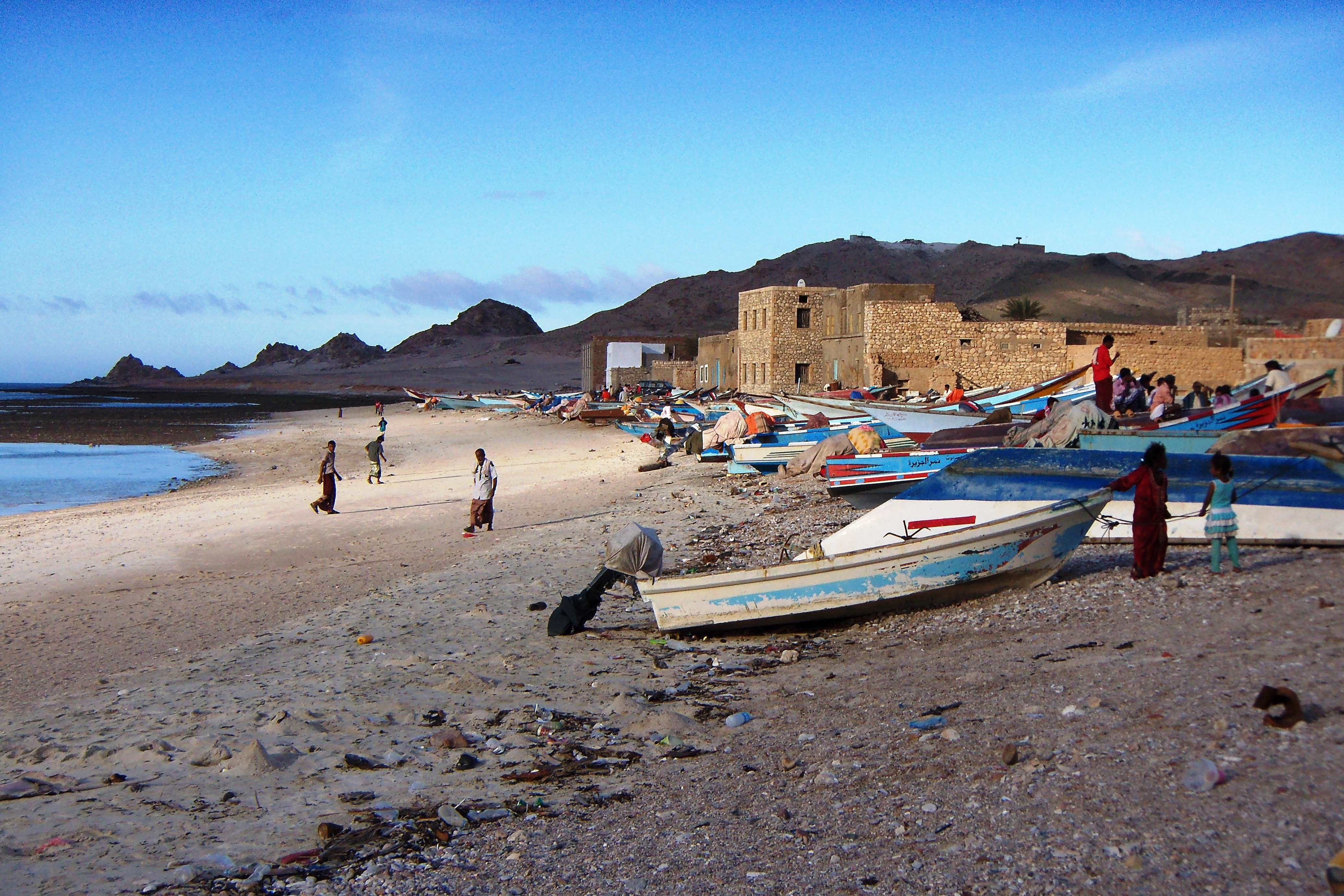
Калансія

До мудірійї входить острів Абд-ель-Курі, західну частину острова Сокотра та дрібніші острови Самга і Дарса. 
Відноситься до мугафази Сокотра, до 2013 року входила до мугафази Гадрамаут.

## Клімат
Клімат тропічний пустельний та напівпустельний.
| Кліматограма мудірійї Калансія і Абд-ель-Курі                                         | Кліматограма мудірійї Калансія і Абд-ель-Курі | Кліматограма мудірійї Калансія і Абд-ель-Курі | Кліматограма мудірійї Калансія і Абд-ель-Курі | Кліматограма мудірійї Калансія і Абд-ель-Курі | Кліматограма мудірійї Калансія і Абд-ель-Курі | Кліматограма мудірійї Калансія і Абд-ель-Курі | Кліматограма мудірійї Калансія і Абд-ель-Курі | Кліматограма мудірійї Калансія і Абд-ель-Курі | Кліматограма мудірійї Калансія і Абд-ель-Курі | Кліматограма мудірійї Калансія і Абд-ель-Курі | Кліматограма мудірійї Калансія і Абд-ель-Курі |
| ------------------------------------------------------------------------------------- | --------------------------------------------- | --------------------------------------------- | --------------------------------------------- | --------------------------------------------- | --------------------------------------------- | --------------------------------------------- | --------------------------------------------- | --------------------------------------------- | --------------------------------------------- | --------------------------------------------- | --------------------------------------------- |
| С                                                                                     | Л                                             | Б                                             | К                                             | Т                                             | Ч                                             | Л                                             | С                                             | В                                             | Ж                                             | Л                                             | Г                                             |
| 9 30 19                                                                               | 9 34 19                                       | 12 38 21                                      | 6 41 23                                       | 17 35 23                                      | 4 28 20                                       | 1 28 19                                       | 1 29 19                                       | 1 31 21                                       | 73 34 21                                      | 13 31 21                                      | 19 30 19                                      |
| Середня макс. і мін. температури повітря (°C) Атмосферні опади (мм), за рік : 165 мм. |                                               |                                               |                                               |                                               |                                               |                                               |                                               |                                               |                                               |                                               |                                               |

## Населення
Станом на 2017 рік у мудірійї Калансія і Абд-ель-Курі мешкало 14 795 осіб, у 2003 році — 10 109 осіб.